# Альхесіраська тайфа
Альхесіраська тайфа (ісп. і порт. Taifa de Algeciras; араб. طائفة الجزيرة) — в 1013–1035, 1038–1058 роках невеличка ісламська монархічна держава на Піренейському півострові зі столицею в місті Альхесірас. Арабською — емірат Аль-Джазіра.

## Історія
1013 року кордовський халіф Сулайман ібн аль-Хакам на дяку за повернення влади надав володіння Аль-Джазіра роду Хаммудідів. 1016 року останні захопили владу в халіфаті. 1018 року правитель Аль-Джазіри Аль-Касім аль-Мамун став новим халіфом.
1035 року після смерті Аль-Касіма його брат Ях'я ібн Алі приєднав Альхесірську тайфу до Малазької. У 1038 незалежність тайфи відновив Мухаммад ібн аль-Касім.
У 1058 році останнього еміра Аль-Джазіри — Аль-Касіма авль-Ватіка — було повалено Аль-Мутамідом, еміром Севільї.

## Еміри
- Аль-Касім аль-Мамун (1013—1018)
- Мухаммад ібн аль-Касім (1035), вперше
- приєднано до Малаги
- Мухаммад ібн аль-Касім (1038—1048), вдруге
- Аль-Касім авль-Ватік (1048—1058)